# 井阪美紅
井阪 美紅（いさか みく、1997年9月9日 - ）は、大阪府出身の子役、モデルである。所属事務所はグレース

## 出演

### CM
- Pet博2005
- オリオン
- 東条湖おもちゃ王国